# Берроуз, Томас
Томас Берроуз (англ. Thomas Burrowes; 1796, Вустер, Великобритания — 1866, Кингстон-Миллс, Канада) — капитан инженерного корпуса британской армии, служивший в Канаде во время сооружения канала Ридо в провинции Онтарио, вокруг которого сложился посёлок Байтаун, позднее превратившийся в город Оттава. Берроуз известен тем, что своими акварельными рисунками задокументировал сооружение канала, ландшафты Канады и раннюю историю Оттавы.

## Биография
В возрасте 17 лет записался в Корпус королевских сапёров и минёров и в 1815 году был направлен в Форт-Генри в городе Кингстон в Верхней Канаде. В 1826 году был включён в состав группы специалистов в Монреале, занимавшейся постройкой военного канала, соединявшего озеро Онтарио с рекой Оттава. Берроуз был направлен в Байтаун (посёлок, позднее ставший городом Оттава), где служил помощником инспектора работ по сооружению канала Ридо. Он был одним из первых, кто получил землю и получил дом на дороге вдоль Казарменного холма — ныне Веллингтон-стрит, идущая вдоль Парламентского холма, центра политической жизни страны.
В 1829 году Берроуз получил должность в Кингстон-Миллс вверх по течению от Кингстона, где служил клерком на работах по сооружению участка канала Ридо на реке Катаракви вплоть до своей отставки в 1846 году.
В отставке Берроуз занимался фермерством, а также был почтмейстером и мировым судьёй в Кингстон-Миллс. Умер в 1866 году. Его дом, Мэплхёрст, сохранился до сих пор.

## Произведения
Во время службы военным инженером Берроуз создал множество акварелей, в которых он документировал историю создания канала и ландшафты Верхней Канады. Его акварельные рисунки были обнаружены в 1907 году на чердаке дома одной из его дочерей, жившей в Детройте, и были подарены в 1948 году Архиву Онтарио его внуком.